# Wiesnerella (protista)
Wiesnerella es un género de foraminífero bentónico de la subfamilia Nodobaculariellinae, de la familia Fischerinidae, de la superfamilia Cornuspiroidea, del suborden Miliolina y del orden Miliolida. Su especie tipo es Planispirina auriculata. Su rango cronoestratigráfico abarca el Holoceno.

## Discusión
Clasificaciones más recientes incluyen Wiesnerella en la superfamilia Nubecularioidea.

## Clasificación
Wiesnerella incluye a las siguientes especies:
- Wiesnerella auriculata
  - Wiesnerella auriculata diversa
- Wiesnerella mackayi
- Wiesnerella ujiiei